# 1411 Брауна
1411 Брауна (1411 Brauna) — астероїд головного поясу, відкритий 8 січня 1937 року.
Тіссеранів параметр щодо Юпітера — 3,235.